# 下寮 (嘉義縣)
下寮，原寫為下藔，是臺灣嘉義縣水上鄉的一個傳統地域名稱，位於該鄉西側主體部分的東北部。相較於今日行政區，其範圍大致包括寛士村北端、下寮村東半葉全部及西半葉不含西北端、三和村東部、回歸村、粗溪村南半葉的東北部。

## 歷史
台灣日治初期，下寮地區為一街庄（舊制街庄），稱為「下藔庄」，隸屬於柴頭港堡。該庄輪廍為東北—西南走向並略呈狹長形，西北與巷口庄為鄰，東北與劉厝庄、車店庄為鄰，東南邊為湖仔內庄、崎仔頭庄、柳仔林庄，西南邊為粗溪庄。
1901年（日治明治三十四年）11月11日，全台設置二十廳，該庄隸屬於嘉義廳。1904年（明治三十七年）2月15日，該庄編入「柴頭港區」，隸屬於嘉義廳。1909年（明治四十二年）10月25日，全台整併二十廳為十二廳，該庄仍隸屬於嘉義廳。1910年（明治四十三年）1月18日，各區管轄區域調整，該庄改隸屬於嘉義廳的「水堀頭區」。
1920年（大正九年）10月1日，全台廢十二廳改設五州二廳，該庄改制並雅化為「下寮」大字，隸屬於臺南州嘉義郡水上庄（新制街庄）。
戰後水上庄改制為水上鄉，隸屬於臺南縣，大字亦改制為村。1950年（民國39年）10月，雲、嘉、南分治，水上鄉改隸屬於嘉義縣。

## 聚落
本地區發展較早的聚落有下藔、頂藔、鴿溪藔等，在日治期初期的官方地圖上已有記載。

## 交通
台鐵縱貫線是台灣西部南北向鐵路幹線，以東北—西南走向經過本地區。最近的車站在北側為嘉義車站，在南側為水上車站。嘉義車站屬一等站，除少數自強號車次外，其餘各級列車均有停靠；水上車站屬甲種簡易站，只停靠區間車；由此等可前往台鐵沿線各站。
省道台1線又稱「縱貫公路」，是臺北至楓港的傳統平面幹道，經過本地區頂藔與鴿溪藔聚落之間。由該道路北行可前往嘉義市、嘉義縣民雄鄉、溪口鄉東端、大林鎮等地，南行可前往水上鄉水上市區、臺南市後壁區、新營區、柳營區、六甲區等地。
鄉道嘉42線是下寮至湖仔內的道路。
鄉道嘉42-1線是下寮至柳仔林的道路。

## 學校
- 北回國小（東南大半部）

## 景點
- 嘉義北回歸線標誌